# Gromada Kamienica (Powiat Bielski)
Die Gromada Kamienica war eine Verwaltungseinheit in der Volksrepublik Polen zwischen 1954 und 1972. Verwaltet wurde die Gromada vom Gromadzka Rada Narodowa, dessen Sitz in Kamienica befand und aus 27 Mitgliedern bestand.

Die Gromada Kamienica gehörte zum Powiat Bielski in der Woiwodschaft Katowice (damals Stalinogród) sie bestand der Gromada Kamienica der aufgelösten Gmina Mikuszowice.

Zum 1. Januar 1969 wurde eine Fläche von 968,3417ha ausgegliedert diese wurde der Gromada Wapienica zugeordnet, der übrige Teil wurde der Stadt Bielsko-Biała angegliedert.